# Unreal Tournament
Pour les articles homonymes, voir UT.
Vous lisez un « bon article » labellisé en 2015.
Unreal Tournament (abrégé UT99) est un jeu vidéo de tir à la première personne développé par Epic Games et Digital Extremes et publié par GT Interactive sur PC le 26 novembre 1999 aux États-Unis et à partir de décembre 1999 en Europe. Le jeu a également été publié sur Linux en 1999, puis sur Macintosh par MacSoft Games le 17 janvier 2000. Le jeu a enfin été publié par Infogrames sur PlayStation 2 le 26 octobre 2000 et sur Dreamcast le 14 mars 2001. Unreal Tournament se déroule dans un univers de science-fiction dans lequel le joueur incarne un combattant participant à un tournoi de combats à mort. Son mode solo rompt avec les jeux de tir subjectif classique en se focalisant sur des affrontements contre des bots dans différents modes de jeu comme les matchs à mort, la capture du drapeau, la domination ou l'assaut.
Après la sortie d'Unreal, les développeurs du jeu commencent à travailler sur une extension destinée à pallier les lacunes de ce dernier en mode multijoueur. Devant l'ampleur du projet et les améliorations alors apportées au moteur du jeu, l'équipe décide finalement d'en faire un jeu à part entière qu'ils baptisent dans un premier temps Unreal: Tournament Edition. Malgré les doutes de la presse spécialisée concernant la capacité d'Epic Games à développer un titre multijoueur capable de concurrencer Quake III Arena, il bénéficie d'une certaine couverture médiatique du fait des débats qui l'opposent à ce dernier. À sa sortie, le jeu est cependant très bien accueilli par les critiques qui estiment qu'il parvient à s’imposer comme un des meilleurs jeux d’un genre pourtant très compétitif. Il rencontre un certain succès commercial avec plus d'un million de copies vendues en moins d'un an.
Après la sortie du jeu, Epic Games se concentre sur la programmation d’une nouvelle génération de moteur graphique qu'ils utilisent pour développer deux suites : Unreal Tournament 2003 et Unreal Tournament 2004. Un troisième volet, baptisé Unreal Tournament 3, est publié en 2007. La série a également été portée sur Xbox avec Unreal Championship dont le premier opus est publié en 2002.

## Trame
Unreal Tournament prend place dans un univers de science-fiction futuriste. Dans ce monde, l’augmentation de la violence dans les populations de mineurs à la fin du XXIIIe siècle a conduit le gouvernement mondial à légaliser les combats à mort dans lesquels tous les coups sont permis, permettant à la Liandri Mining Corporation d'organiser une série de matchs sanglants. La popularité de ces combats augmente rapidement et les bénéfices qu’ils génèrent ne tardent pas à dépasser ceux des autres branches du groupe. La Liandri décide d’organiser une ligue professionnelle, baptisée The Tournament, réunissant les combattants les plus violents de l’univers connu. Le jeu se déroule en 2341, cinquante ans après la création de ces matchs à mort, le joueur incarnant un combattant sélectionné pour participer au tournoi.

## Système de jeu
Unreal Tournament est un jeu de tir à la première personne se focalisant sur des affrontements entre combattants dans des arènes prévues à cet effet.

### Équipement
Au début d’un match standard, le joueur dispose de deux armes : le nettoyeur, un pistolet automatique, et le marteau à impact, ce dernier étant une arme de corps à corps pouvant également être utilisée pour dévier des projectiles ou effectuer des mouvements spéciaux. En explorant l'arène, le joueur peut récupérer d’autres types d’armes plus ou moins puissantes. La plupart des armes du jeu, comme le fusil bio, le fusil ASMD ou le canon anti-aérien, sont quasiment identiques à celles disponibles dans Unreal. De nouvelles armes font néanmoins leur apparition, comme le pistolet à impulsion ou le rédempteur. Le premier projette des boules ou un jet de plasma à une cadence élevée alors que le second permet de lancer un unique missile pouvant tuer instantanément tous les combattants se trouvant dans sa zone d'impact.
En plus des armes standards, certaines armes spéciales ne sont disponibles que dans certains modes de jeux ou par l'intermédiaire d'un « mutator ». Le téléporteur, qui n'est disponible que dans certains modes de jeu, projette par exemple un module jusqu’auquel le joueur peut ensuite se téléporter. De son côté, le fusil ASMD amélioré n’est disponible qu’en activant un mutator spécifique dans lequel celui-ci devient l’unique arme disponible et permet de tuer n’importe quel adversaire en un coup.
Outre les armes, de nombreux bonus sont disponibles dans le jeu. Les plus fréquents, les trousses de soins et les armures, permettent respectivement de se soigner et d’absorber une partie des dégâts subis par le personnage. Certains bonus plus rares et souvent dissimulés dans un passage secret donnent au joueur des avantages spéciaux temporaires lui permettant par exemple d'infliger plus de dégâts, de sauter plus haut ou de devenir invisible.

### Interface
L'interface du jeu est similaire à celle d'Unreal. La majeure partie de l'écran est occupée par ce que voit le joueur, c’est-à-dire l'environnement et les ennemis qui lui font face. En bas à droite de cette zone, le joueur peut voir quelle arme équipe son avatar ainsi que la quantité de munitions dont il dispose dans son chargeur. En bas et en haut à gauche sont indiquées les quantités de points de vie et d’armure dont le joueur dispose.

### Modes de jeu
Unreal Tournament dispose de deux modes de jeu différents. Dans la campagne solo, le joueur peut d'abord choisir l'apparence de son personnage et un des huit niveaux de difficulté disponibles (novice, moyen, expérimenté, habile, adepte, maître, inhumain et dieu). Le joueur accède ensuite à une série de matchs à mort dans lequel il affronte des bots contrôlés par l’intelligence artificielle du jeu. Après avoir gagné un certain nombre de matchs, trois autres modes de jeu se jouant en équipe sont débloqués successivement : domination, capture du drapeau et assaut. Dans le mode domination, deux équipes s’affrontent pour le contrôle de trois points stratégiques d’une carte. Dans le mode capture du drapeau, chaque équipe tente de dérober le drapeau de l’équipe adverse pour le ramener dans son camp. Dans le mode assaut, une équipe d’attaquants se voit assigner une série d’objectifs devant être réalisés dans un temps imparti, l’autre équipe devant l’en empêcher. Lorsque les attaquants ont réalisé ces objectifs, les rôles sont inversés, l’autre équipe devant parvenir à accomplir les objectifs en moins de temps que la première,. Après avoir gagné un match sur chacune des arènes des quatre modes de jeu, le joueur débloque une nouvelle série de matchs à mort dans lesquels il affronte l’élite des combattants du tournoi avant d’affronter en duel le champion en titre, Xian Kregor.
Le joueur peut également affronter des bots, ou d’autres joueurs en réseau local ou sur Internet via les protocoles IPX ou TCP/IP, dans des parties personnalisées dont il peut définir la difficulté, le mode de jeu, les règles et les adversaires. En plus de ceux disponibles dans la campagne, le joueur a accès à des modes de jeu supplémentaires incluant des matchs à mort en équipe ou des matchs du dernier homme debout. Le joueur peut également sélectionner un ou plusieurs mutators permettant de modifier les conditions ou les règles du match.

## Développement

### Début du projet
Lorsqu'Unreal sort en mai 1998, le jeu est plutôt bien accueilli par la presse spécialisée et les joueurs, mais sa réputation est peu à peu ternie par les lacunes de son mode réseau qui rebutent les joueurs expérimentés. Dans les mois qui suivent la sortie d'Unreal, les développeurs se focalisent donc sur la correction des problèmes entachant le mode multijoueur. Epic Games commence alors réfléchir à une extension officielle destinée à améliorer le code réseau du jeu et à introduire de nouvelles cartes et autres éléments de gameplay,.
L'équipe commence à travailler sur cette extension au cours de l'été 1998 mais la tâche se révèle être compliquée du fait de la structure virtuelle d’Epic Games. À l’époque, l’équipe de Digital Extremes est en effet regroupée à London en Ontario alors que l'équipe d'Epic est dispersée dans tous les États-Unis. Pour régler ce problème, Epic décide de regrouper ses employés à Raleigh et en septembre, le travail sur l’extension peut réellement commencer. Steve Polge pose alors les bases de plusieurs nouveaux modes de jeu, comme les modes capture du drapeau ou domination, et il est décidé que l’extension se focalisera uniquement sur l’aspect multijoueur du jeu. Le contenu de l’extension s’enrichit rapidement et bientôt, l’équipe se rend compte qu’elle avait sous-estimée l’ampleur de la tâche. En novembre, après une réunion avec GT Interactive, Mark Rein propose de faire de l’extension un jeu à part entière. Bien qu’au départ réticente, l’équipe de développement accepte finalement cette idée et en décembre, le jeu est baptisé Unreal: Tournament Edition.

### Équipe de développement

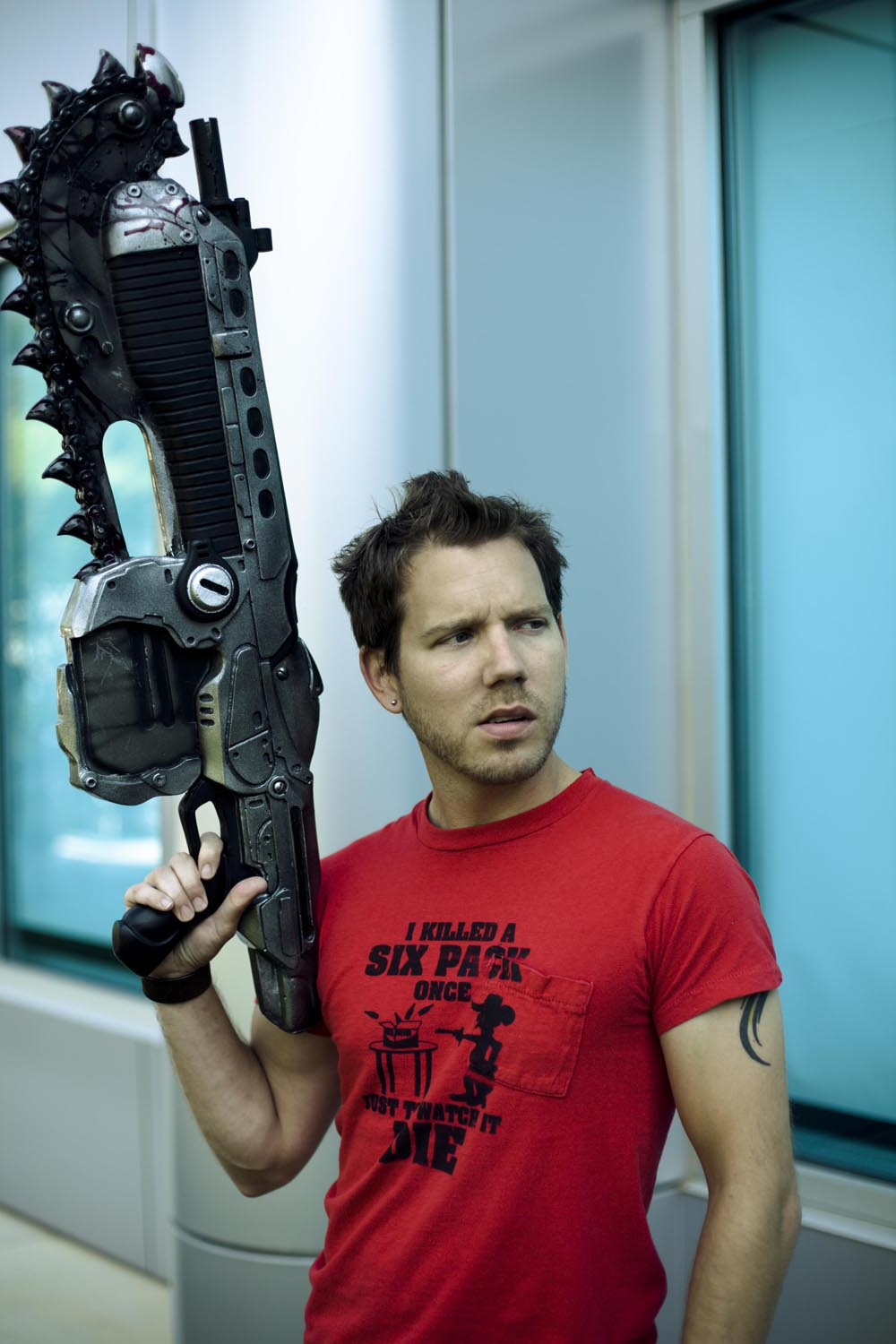
Cliff Bleszinski, un des directeurs artistiques et level-designers du jeu.

L'équipe de développement d'Unreal Tournament est constituée d'environ seize personnes. La plupart d'entre elles ont déjà travaillé sur Unreal, mais Epic recrute plusieurs nouveaux développeurs pour renforcer les équipes travaillant sur son nouveau projet. Brandon Reinhard rejoint par exemple Epic dès août 1998 pour contribuer à la création des patchs correctifs d'Unreal puis à la conception d’Unreal Tournament. En décembre 1998, Brandon et James Schmalz découvrent un nouveau mod d'Unreal, baptisé Ubrowser, qui propose une nouvelle interface de navigation pour les parties en réseau. Ils décident alors de présenter celle-ci à James Schmalz, le lead designer de Digital Extremes, qui décide de recruter Jack Porter, l'auteur du mod. Celui-ci trouve rapidement ses marques au sein de l’équipe et intègre sa nouvelle interface dans le jeu.
Au cours du développement, le manque d'artistes se fait cruellement sentir. Shane Caudle et les artistes de Digital Extremes ne parviennent pas à fournir suffisamment de nouvelles textures pour faire face à la diversité des cartes et des apparences des personnages du jeu. Epic doit donc faire appel aux services de graphistes indépendants, Steve Garofalo et John Mueller, pour renforcer l'équipe. Cet effort se révèle cependant insuffisant et les développeurs sont contraints d'utiliser un panel réduit de textures.
- Producteur : Neil Haldar
- Directeurs artistiques : Cliff Bleszinski, James Schmalz
- Scénaristes et concepteurs de niveaux : Cliff Bleszinski, T. Elliot Cannon, Shane Caudle, Pancho Eekels, David Ewing, Cedric Fiorentino, Alan Willard
- Programmation : Tim Sweeney, Erik de Neve, Steven Polge, Jack Porter, Brandon Reinhart, Carlo Vogelsang
- Programmation de l'IA : Steven Polge
- Musique : Michiel van den Bos, Alexander Brandon, Andrew Sega, Daniel Gardopée, avec la contribution de Tero Kostermaa, Kai-Eerik Komppa, Peter Hajba
- Responsable des relations commerciales : Mark A. Rein

### Conception
La conception du jeu est supervisée par Cliff Bleszinski et James Schmalz, lead designer respectifs d'Epic Games et de Digital Extremes. Comme pour le développement d'Unreal, l'équipe d'Epic Games est chargée de la programmation et de la conception du contenu du jeu, l’équipe de Digital Extremes se focalisant sur la conception des cartes et l’élaboration des effets sonores et des textures. La conception s'organise autour de réunions hebdomadaires au cours desquelles les différents membres de l'équipe débattent de l'intérêt des différentes nouveautés proposées. Du fait de l’organisation encore très anarchique des deux équipes de développement, les concepts du jeu ne sont pas clairement définis au début du projet. Les principales tâches sont ainsi distribuées en fonction des préférences de chacun, tous les développeurs étant mis à contribution pour la conception. D’après Brandon Reinhart, les points forts du jeu sont ainsi les résultats d’initiatives personnelles plutôt que le travail d’une équipe de conception dédiée,.
Le scénario et le background des différents personnages ont été écrits par Brandon Reinhart, qui a également réalisé la conception du mode solo et des tutoriels du jeu.
Pour la conception des armes, une des principales problématiques rencontrées par l'équipe est de décider quelles sont les armes d'Unreal à conserver pour Unreal Tournament et quelles sont les armes à abandonner. Certaines armes, comme le stinger ou le pistolet à dispersion, sont en effet utiles au début d'un jeu solo comme Unreal où le joueur doit commencer avec des armes faibles. Pour un jeu en multijoueur, les armes doivent au contraire être d'une puissance équivalente afin de s'assurer qu'elles possèdent toutes une certaine utilité.
Pour les concepteurs de cartes, travailler sur un jeu orienté multijoueur se révèle être une expérience rafraîchissante après le travail réalisé sur Unreal. L'une des principales problématiques dans ce domaine est de trouver un bon équilibre entre les cartes conçues pour les joueurs expérimentés et les cartes thématiques. Pour les premières, les concepteurs doivent en effet se focaliser avant tout sur l'agencement et le gameplay, le style de la carte étant un facteur secondaire. Au contraire, les cartes thématiques sont construites sur la base d'une idée ou d'un style, parfois au détriment du gameplay, et sont plutôt destinées aux joueurs débutants. De manière à plaire au plus grand nombre et parce que les concepteurs considèrent les cartes thématiques comme un des points forts d'Unreal, ils décident finalement de garder les deux types de cartes. Au total, le jeu inclut entre 45 et 50 cartes différentes.

### Programmation
Lorsque l'équipe de programmeur termine Unreal après quatre ans de développement, elle est consciente que le code réseau du jeu n'est pas très performant. Les développeurs décident donc de se focaliser principalement sur cet aspect,. Comme pour la conception, l’organisation en matière de programmation reste très libérale au sein de l’équipe d’Epic Games. Les principales tâches sont ainsi distribuées en fonction des préférences de chacun, les programmeurs étant libres de travailler sur l'aspect de leur choix et d'intervenir sur la conception comme les autres membres de l'équipe,. Tim Sweeney et Steve Polge ont par exemple travaillé à l'amélioration du code réseau et du moteur de jeu, Steve Polge ayant aussi programmé l'intelligence artificielle des bots. De son côté, Jack Porter s'est focalisé sur l'interface graphique du jeu et Erik de Neve, qui est alors en Europe, a organisé le module du code visant à améliorer le niveau de détail,.
Les délais étant moins contraignants que ceux imposés pour Unreal, les programmeurs disposent de suffisamment de temps pour exploiter pleinement le potentiel du moteur de jeu. Ils peuvent ainsi utiliser certaines caractéristiques du moteur qu'ils n'avaient encore jamais testé, ce qui leur permet notamment d'améliorer sensiblement le rendu graphique des personnages et des niveaux. Après avoir expérimenté l'utilisation de 16 textures de 256 × 256 pixels par personnage, ils décident de se limiter à trois ou quatre textures de cette taille pour limiter la puissance nécessaire pour faire tourner le jeu. Cela leur permet tout de même de multiplier par quatre le niveau de détail des apparences disponibles pour les personnages, notamment au niveau des visages.
Le moteur de jeu d'Unreal Tournament est programmé en C++ et dans un langage de script, baptisé « UnrealScript », utilisé pour 90 % du code lié au gameplay d’Unreal Tournament. Au total, le jeu est composé de 350 000 lignes de code. Le moteur utilise une conception orientée objet, ce qui lui permet d'être extrêmement modulaire. Les interfaces des différentes sous-parties du code étant clairement définies, les programmeurs peuvent travailler sur l'une d'entre elles sans que cela n'affecte le reste du jeu. L'amélioration du code réseau a ainsi pu se faire de manière indépendante et certains ajouts ont pu se faire très tard dans le développement sans que cela n'affecte le code source du jeu. Cela a également permis d'isoler le code lié aux plates-formes dans des bibliothèques logicielles séparées, ce qui facilite le portage du jeu sur d'autres plates-formes. Enfin, cette modularité se retrouve dans le langage de script du moteur de jeu. Tous les éléments du jeu, comme les armes ou les objets, sont définis de manière indépendante. Les programmeurs peuvent donc ajouter ou modifier ces éléments sans que cela n'affecte le code source. Cette conception orienté objet couplée avec l'éditeur de niveau UnrealEd fait d'Unreal Tournament un système performant pour créer des modifications du jeu. Une grande partie du code a en effet été conçue de manière à rendre le jeu attractif pour les programmeurs et les artistes de la communauté des moddeurs.

### Un studio à l’écoute de la communauté
La plupart des employés d’Epic Games et de Digital Extremes sont issus de communautés de joueurs, au travers de développement de mods ou de projets personnels. L'équipe de développement a donc à cœur de rester en contact avec les communautés de joueurs, notamment via les forums dédiés à Unreal, ce qui leur permet de mieux cibler les attentes du public et d'adapter le jeu en conséquence. Ils se renseignent également sur ce qui est dit au sujet de leur principal concurrent, Quake III Arena, afin de comprendre ce que les joueurs aiment dans ce type de jeu. Ces retours contribuent notamment à faire évoluer le mode multijoueur d’Unreal vers un gameplay beaucoup plus rapide.

### Musique
À l'instar d'Unreal, la composition de la bande sonore est confiée à Michiel van den Bos et à Straylight Productions, un studio qui regroupe alors notamment les musiciens Alexander Brandon et Daniel Gardopée. Proche de la scène démo, Alexander Brandon fait appel à quatre artistes demomakers pour l’aider dans son travail de composition : Andrew Sega, Peter Hajba, Tero Kostermaa et Kaj-Eerik Komppa. Là encore, Epic Games donne carte blanche à l'imagination des compositeurs. Les level-designers peuvent formuler des demandes précises, mais en général, Alexander Brandon et Michiel van den Bos orientent eux-mêmes le style en fonction des cartes que leur soumet l’équipe de développement. Les extraits sonores PCM utilisés pour la conception des musiques sont obtenus à partir de sources diverses, que ce soient d’enregistrements personnels, de fichiers musicaux de la communauté demoscene ou encore d’extraits sonores de films anciens.
| N° | Titre                           | Durée | Auteur                                   |
| -- | ------------------------------- | ----- | ---------------------------------------- |
| 1  | Botpack                         | 8:16  | Michiel van den Bos                      |
| 2  | BotMCA                          | 8:19  | Michiel van den Bos                      |
| 3  | Cannonade                       | 3:36  | Alexander Brandon                        |
| 4  | Colossus (Michiel)              | 4:18  | Michiel van den Bos                      |
| 5  | The Course                      | 4:29  | Michiel van den Bos                      |
| 6  | Room of Champions (non utilisé) | 2:16  | Alexander Brandon et Michiel van den Bos |
| 7  | Ending                          | 1:49  | Alexander Brandon                        |
| 8  | Enigma                          | 6:40  | Daniel Gardopée                          |
| 9  | FireBreath                      | 3:16  | Tero Kostermaa et Kaj-Eerik Komppa       |
| 10 | Foregone Destruction            | 4:12  | Michiel van den Bos                      |
| 11 | Go Down                         | 5:48  | Alexander Brandon                        |
| 12 | Lock                            | 4:56  | Alexander Brandon                        |
| 13 | Mechanism Eight                 | 6:28  | Andrew Sega                              |
| 14 | Mission Landing                 | 4:14  | Michiel van den Bos                      |
| 15 | Nether Animal                   | 5:01  | Michiel van den Bos                      |
| 16 | Organic (non utilisé)           | 6:00  | Alexander Brandon                        |
| 17 | Phantom                         | 6:02  | Michiel van den Bos et Alexander Brandon |
| 18 | Razorback Unreal Mix            | 4:45  | Peter Hajba                              |
| 19 | Run                             | 4:34  | Michiel van den Bos                      |
| 20 | Save Me                         | 1:52  | Alexander Brandon                        |
| 21 | Save Me G-Mix (non utilisé)     | 1:52  | Alexander Brandon                        |
| 22 | Seeker                          | 3:51  | Daniel Gardopée                          |
| 23 | Seeker2                         | 3:26  | Daniel Gardopée                          |
| 24 | Skyward Fire                    | 4:57  | Michiel van den Bos                      |
| 25 | Into the Darkness               | 2:44  | Alexander Brandon                        |
| 26 | Superfist                       | 1:58  | Alexander Brandon                        |
| 27 | Underworld 2                    | 6:12  | Alexander Brandon                        |
| 28 | Unreal Tournament Menu          | 2:01  | Alexander Brandon                        |
| 29 | Unreal Tournament Title         | 1:27  | Alexander Brandon et Michiel van den Bos |
| 30 | Three Wheels Turning            | 2:26  | Alexander Brandon                        |

Ces pistes serviront plus tard de base pour la conception de la bande sonore d'Unreal Tournament 3. Contacté par Epic pour remixer les morceaux originaux d'Unreal Tournament, Alexander Brandon se voit obligé de décliner la proposition, à cause de son implication dans un autre projet. Le remixage est finalement confié au musicien Rom Di Prisco, célèbre pour ses musiques de films et de jeux vidéo, et au demomaker Jesper Kyd.

## Publication

### Marketing
La tâche du département des relations publiques d'Epic Games lors du développement d'Unreal Tournament se révèle particulièrement difficile. À l'époque, les médias considèrent en effet que compte tenu des lacunes d’Unreal en mode multijoueur, il est quasiment impossible que le studio puisse concurrencer id Software dans ce domaine. Les deux chargés de communication, Mark Rein et Jay Wilbur, doivent donc batailler ferme pour s'attirer les louanges de la presse spécialisée. Au cours de cette période, Mark s'assure que l'équipe de développement reste aussi professionnelle que possible et que chacun ne dise que ce qu'il avait à dire lors des opérations de communication. De son côté, Jay Wilbur se focalise sur la recherche de clients pour l'Unreal Engine et tente d'attiser la curiosité des médias et de la communauté de joueurs. En parallèle, les développeurs publient des informations concernant le jeu sur des forums et lancent des sujets de discussion sur l’orientation du jeu.
Unreal Tournament obtient une certaine couverture médiatique lors des débats l'opposant à Quake III Arena qui font alors rage dans la presse spécialisée. Considérant que le jeu tient la route, Mark Rein et Jay Wilbur font alors tout leur possible pour redorer le blason du jeu et s'assurent que ses points forts sont correctement mis en valeur. Ils évitent notamment de mentionner le titre de leur concurrent direct et tentent de répondre avec le respect dû à id Software lorsque les journalistes leurs posent des questions sur celui-ci. Tout le monde sait alors qu'Unreal Tournament sera systématiquement comparé à Quake III Arena et les deux chargés de communication font leur possible pour que cette compétition reste amicale.

### Retard
Pendant le printemps et l'été 1999, Epic Games renégocie son contrat avec GT Interactive. L'équipe pense alors que le jeu peut être publié à tout moment, ce qui perturbe le développement de ce dernier. Celui-ci est par moments gelé pendant une semaine pour ensuite repartir de plus belle. Ces temps morts permettent à l'équipe de tester le jeu en profondeur mais l'empêchent d'intégrer certaines nouveautés, ce qui met à mal le moral des développeurs. Les négociations avec GT Interactive Software retardent également la sortie du jeu, Epic Games refusant de livrer le jeu avant que celles-ci aient abouties. L'équipe considérant que Unreal Tournament doit absolument sortir avant Quake III Arena pour ne pas être éclipsé par ce dernier, ce retard se révèle particulièrement problématique.
Les négociations aboutissent finalement et la version finale du jeu est livrée à GT Interactive quelques jours après. Le jeu n'est malheureusement livré aux revendeurs qu'en novembre, réduisant son avance sur Quake III Arena à seulement un mois.

### Préservation
En novembre 2024, la communauté OldUnreal rend Unreal Gold et Unreal Tournament disponibles gratuitement sur son site officiel et sur Internet Archive, avec l'accord d'Epic Games,,.

## Versions et modifications

### Versions

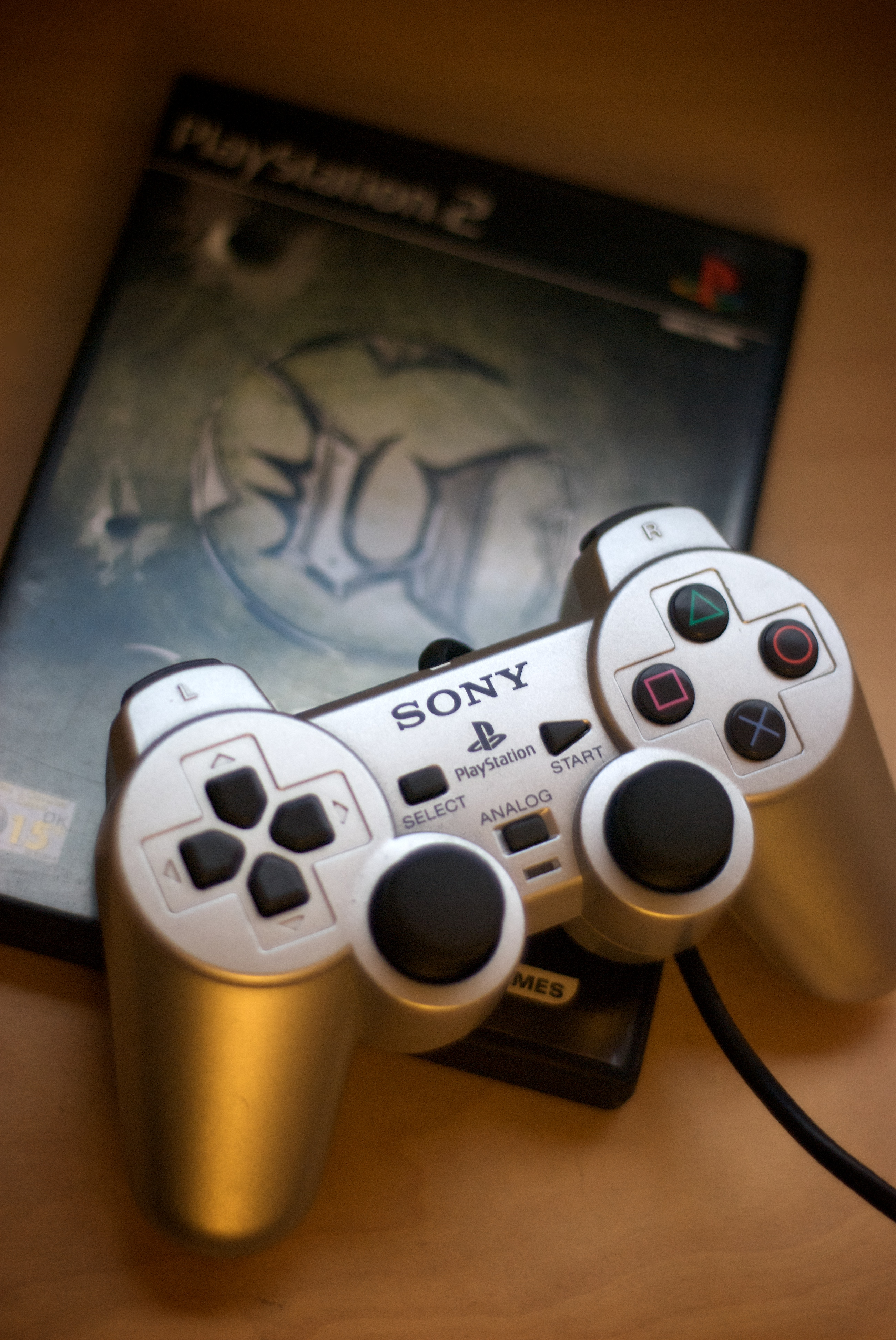
La version PlayStation 2 du jeu, modifiée pour permettre de jouer avec une manette de jeu.

Précédent la sortie de la version finale du jeu, une version de démonstration du jeu est publiée le 19 octobre 1999. Celle-ci inclut cinq cartes, chacune d'elles correspondant à un des différents modes de jeu d'Unreal Tournament.
La version PC du jeu est publiée par GT Interactive le 26 novembre 1999 aux États-Unis puis à partir de décembre 1999 en Europe (le 5 décembre en France),. À sa sortie en Europe, le jeu est également disponible en version client-serveur sous Linux.
Le jeu est ensuite publié sur Macintosh par MacSoft Games le 17 janvier 2000.
Une version PlayStation 2 du jeu, portée par Epic Games et Digital Extremes, est publiée par Infogrames le 26 octobre 2000. Pour celle-ci, le jeu a notamment été modifié pour permettre de jouer avec une manette du jeu. En plus de quinze nouvelles cartes, celle-ci inclut un mode multijoueur permettant de jouer à quatre sur une seule console en mode écran divisé ou en réseau via iLink.
Le 27 octobre 2000, Infogrames publie une nouvelle version du jeu baptisée Unreal Tournament: Game Of The Year Edition qui inclut notamment 70 nouvelles cartes et trois nouveaux modes de jeu (Tactical Ops, Rocket Arena et Chaos) également disponibles en téléchargement. Dans Tactical Ops, une équipe des forces spéciales affronte une équipe de terroristes dans des environnements et avec des armes s’inspirant de la réalité. Dans Rocket Arena, deux joueurs disposant dès le départ d’un arsenal complet s’affrontent en duel. Enfin, Chaos introduit de nouvelles armes dans le jeu. Cette version a également été publiée sur Macintosh le 21 mars 2001.
Une version Dreamcast du jeu, portée par Secret Level, a également été publiée par Infogrames le 14 mars 2001. Comme pour la version sur PlayStation 2, l’interface du jeu a été modifiée pour s’adapter aux contraintes de la manette de jeu. Cette version inclut également un mode multijoueur permettant à huit joueurs de s’affronter en réseau local ou sur Internet.
Unreal Tournament: Game Of The Year Edition est inclus avec Unreal et son extension Return To Napali dans la compilation Totaly Unreal publiée par Infogrames le 29 août 2001,.
Le jeu est également inclus avec Unreal, Unreal II et Unreal Tournament 2004 dans la compilation Unreal Anthology publiée par Midway Games le 6 novembre 2006.

### Bonus Pack
Après la sortie du jeu, Epic Games et Digital Extremes continuent d’enrichir le jeu par l’intermédiaire de « bonus pack » disponibles gratuitement en téléchargement. Le premier, publié le 25 février 2000, inclut notamment onze nouvelles cartes, trois nouvelles apparences de personnages ainsi que six mutators introduisant des bonus spéciaux sous la forme de reliques,. Le deuxième, publié en janvier 2000, inclut deux nouvelles cartes et trois nouveaux mutators permettant entre autres de transformer les armes et munitions disséminées dans les niveaux en explosifs. Un troisième pack est publié le 11 mai 2000 et introduit de nouvelles textures et six nouvelles cartes. Ces trois premiers pack ont également été inclus dans la réédition du jeu baptisée Unreal Tournament: Game Of The Year Edition. Enfin, un dernier pack publié en décembre 2000 inclut deux nouvelles apparences de personnages, de nouvelles textures et vingt nouvelles cartes.

### Modifications
En plus du contenu téléchargeable publié par Epic Games et Digital Extremes, de nombreuses cartes et modifications du jeu ont été mises à disposition en téléchargement par des fans du jeu. Le mod Dark Magic remplace par exemple les armes et les munitions du jeu par des livres de sorts permettant aux joueurs d’apprendre une batterie de sortilèges aussi bien offensifs que défensifs. En ramassant plusieurs livres du même type, le joueur peut améliorer les sorts dont il dispose et ainsi se spécialiser. D'autres mods comme Strike Force ou Unreal Forteress s'inspirent de mods existants sur d’autres jeux. Le premier est ainsi un clone de Counter Strike dans lequel une équipe de policiers affronte une équipe de terroristes à l'aide d'armes inspirées de la réalité. De son côté, Unreal Fortress s'inspire du mod Team Fortress de Quake dans lequel chaque joueur est spécialisé dans un domaine, obligeant ainsi à jouer en équipe,.

## Accueil

### Version PC

#### Critique
| Unreal Tournament (PC) |      |        |
| Média                  | Nat. | Notes  |
| AllGame                | US   | 4,5/5  |
| Computer Gaming World  | US   | 5/5    |
| Edge                   | US   | 7/10   |
| Eurogamer              | GB   | 10/10  |
| Game Revolution        | US   | A-     |
| Gamekult               | FR   | 9/10   |
| GameSpot               | US   | 9,5/10 |
| Gen4                   | FR   | 4/5    |
| IGN                    | US   | 9,6/10 |
| Joystick               | FR   | 90 %   |
| Compilations de notes  |      |        |
| Metacritic             | US   | 92 %   |
| MobyGames              | US   | 92 %   |
| GameRankings           | US   | 93,5 % |

À sa sortie, Unreal Tournament est très bien reçu par la presse spécialisée, les sites Metacritic et GameRankings lui attribuant des scores de 92 % et 93 %, qui met notamment en avant les améliorations apportées au système de jeu et au mode multijoueur par rapport à Unreal,.
Au niveau technique, les critiques notent que ce nouvel opus utilise le même moteur graphique que son prédécesseur et qu'il n'est donc pas aussi impressionnant que ce dernier. D'après celles-ci, le jeu reste néanmoins très réussi graphiquement, que ce soit au niveau des modèles, des textures, de l'apparence des personnages ou des effets visuels,. Son moteur graphique est souvent comparé à celui de Quake III Arena que la presse considère généralement comme plus performant,. D'après certains testeurs, il n'a cependant pas à rougir de la comparaison et il lui est même supérieur dans certains domaines,. Les effets sonores sont également décrits comme excellents et comme contribuant autant, voire plus, que les graphismes à l'immersion du joueur dans les combats, notamment grâce aux voix rappelant Mortal Kombat qui annoncent les hauts faits réalisés par le joueur,. Le test de GameSpot ajoute à ce sujet que les musiques contribuent à l'atmosphère du jeu sans pour autant éclipser les sons qu'il est crucial d'entendre. L'interface graphique est également décrite comme une réussite voire un modèle du genre,.
Au niveau de son mode solo, la presse note que Unreal Tournament rompt avec les modes scénario classiques et qu'il se focalise sur des affrontements contre des bots dans différents modes de jeu. La campagne est ainsi décrite comme un entrainement permettant de se préparer progressivement au jeu en réseau, notamment grâce à d'excellents tutoriels,. La plupart des critiques considèrent que le point fort du mode solo réside dans les progrès considérables de l'intelligence artificielle des bots qui est décrite comme excellente et d'un niveau jamais vu dans un jeu de ce genre. D'après celles-ci, ces bots ont en effet un comportement presque humain et sont capables de jouer correctement aux différents modes de jeu,.
La presse souligne également la diversité et la qualité des modes de jeu disponibles,. Si le match à mort et la capture du drapeau sont considérés comme bien réalisés mais classiques, certains modes sont jugés plus originaux. C'est le cas notamment du mode assaut qui est généralement décrit comme le plus intéressant,. Les testeurs mettent également en avant le système de « mutators » qui rend le gameplay encore plus diversifié. Les cartes du jeu ne sont pas en reste : celles-ci sont en effet décrites comme d’excellente qualité, aussi bien au niveau de la jouabilité que de l’esthétique. La grande variété des cartes est également soulignée, les critiques expliquant qu’il y en a pour tous les goûts, aussi bien en matière d’ambiance que d’architecture,. Certains journalistes regrettent néanmoins le manque de cartes pour certains modes de jeu (notamment pour le mode assaut). Au sujet des armes, les journalistes notent qu’Epic Games a bien pris en compte les reproches des joueurs,. Les armes sont généralement décrites comme excellentes, voire fantastiques, et bien équilibrées, chacune d’entre elles étant utile. Certains journalistes ajoutent cependant qu’elles peuvent se révéler difficiles à maîtriser ou qu’elles manquent de percutant,. Comme pour les armes, la presse met en avant les améliorations apportées au mode multijoueur par rapport à celui d’Unreal. La jouabilité sur Internet est ainsi placée au niveau de celle de Quake II du fait de la performance de son moteur réseau qui est décrit comme « impeccable »,,. Le gameplay en multijoueur est lui aussi jugé très réussi grâce à la qualité des armes et la grande variété des modes de jeux et des cartes disponibles,.
En conclusion, la plupart des tests considèrent Unreal Tournament comme une grande réussite aussi bien dans le domaine technique qu’au niveau de son système de jeu. Ils jugent ainsi que le jeu parvient à s’imposer comme un des meilleurs jeux d’un genre pourtant très compétitif, certains journalistes estimant qu’il pourrait bien être meilleur que Quake III Arena,.

#### Ventes
Le jeu se vend à 600 000 exemplaires en l'espace de quatre mois. Les ventes totales excèdent le million de copies en août 2000.

#### Récompenses
En 1999, le jeu est lauréat aux Game of the Year Awards du site web Gamespot dans la catégorie « jeu d'action de l'année ». Il est également élu « meilleur jeu multijoueur de l'année » par le site internet CNET,. L'année suivante, il est lauréat aux Game of the Year Awards du magazine Computer Gaming World et du site web GameSpy dans la catégorie « jeu de l'année »,.
Le jeu est également cité dans le Hall of Fame des magazines Computer Gaming World et Macworld,.

### Version PlayStation 2

#### Critiques
| Unreal Tournament (PS2) |      |       |
| Média                   | Nat. | Notes |
| AllGame                 | US   | 3/5   |
| Gamekult                | FR   | 80 %  |
| GameSpot                | US   | 82%   |
| IGN                     | US   | 84%   |
| Joypad                  | FR   | 80 %  |

À sa sortie, la version PlayStation 2 d’Unreal Tournament reçoit un accueil plutôt mitigé dans la presse spécialisée, les sites Metacritic et GameRankings lui attribuant des scores de 77 % et 76,6 %,. Les critiques la considèrent généralement comme une bonne adaptation d’un excellent jeu PC mais regrettent qu'il ait un peu perdu dans cette conversion, notamment concernant le mode multijoueur, la console ne permettant pas de jouer sur Internet.
Au niveau technique, la presse spécialisée considère la version PlayStation 2 du jeu comme en dessous de la version PC, les critiques jugeant notamment que les textures sont moins détaillées et que certains effets spéciaux comme la fumée, les éclairages ou les explosions, ne sont pas aussi réussis que dans la version originale,. Certains journalistes regrettent également que les performances de la PlayStation 2 ne permettent pas de jouer avec une résolution et un nombre d’images par seconde équivalents à ceux de la version PC, et soulignent par ailleurs que le jeu souffre de quelques ralentissements,. Globalement, les graphismes sont cependant jugés positivement, les critiques mettant notamment en avant la qualité des animations des personnages,. De leur côté, les effets sonores et la musique sont considérés très réussis et fidèles à ceux de la version originale sur PC,. Enfin, l’interface graphique de la version console est décrite comme simple et intuitive, une critique expliquant qu’elle « ne reprend heureusement pas le modèle Windows du jeu PC ». En matière de gameplay, les critiques sont partagées et se focalisent sur la jouabilité, que ce soit avec une manette de jeu ou au clavier et à la souris. Dans ce domaine, certains journalistes jugent ainsi la jouabilité au niveau des autres jeux de tir sur console et expliquent que grâce aux différentes options proposées, une manette de jeu est suffisante pour profiter pleinement du jeu,. D'autres regrettent au contraire que la manette pose parfois des problèmes pour viser correctement et considèrent donc un clavier et une souris indispensables pour progresser dans le jeu,. Au niveau du contenu, la presse spécialisée souligne l'apparition de cartes inédites et juge que le mode solo est aussi réussi que celui de la version PC,. Les journalistes mettent également en avant l’apparition d’un nouveau mode de jeu permettant de jouer à quatre en écran divisé. La plupart des critiques regrettent cependant l’absence d’un mode multijoueur sur Internet, qu'ils attribuent aux limitations de la console plutôt qu’au jeu, notant que cela fait perdre au jeu son principal intérêt,.

#### Ventes
Les ventes de la version PlayStation 2 du jeu sont estimées à 580 000 exemplaires dans le monde par le site VG Chartz.

### Version Dreamcast
| Unreal Tournament (DC) |      |       |
| Média                  | Nat. | Notes |
| AllGame                | US   | 4.5/5 |
| Gamekult               | FR   | 90 %  |
| GameSpot               | US   | 94 %  |
| IGN                    | US   | 94 %  |

À sa sortie, la version Dreamcast d'Unreal Tournament est très bien reçue par la presse spécialisée, les sites Metacritic et GameRankings lui attribuant des scores de 90 % et 87,8 %,. Les critiques la considèrent généralement comme une très bonne adaptation d’un excellent jeu PC et soulignent que, contrairement à la version PlayStation 2 du jeu, celle-ci permet de jouer en réseau sur Internet. Comme pour la version PC, la presse relève l'abondance des modes de jeu disponibles dans cette version et considère donc celle-ci comme supérieure à la version Dreamcast de Quake III.
Au niveau visuel, la presse spécialisée constate que la version Dreamcast du jeu « fait honneur à son homologue sur PC » et que ses graphismes sont plutôt bons,, même si certaines critiques les considèrent moins impressionnants que ceux de la version Dreamcast de Quake III. Les performances de cette version sont en revanche jugées supérieures à celle de son rival, malgré quelques ralentissements lors des combats, notamment lors de l’affichage de plusieurs personnages à l’écran. De leur côté, les musiques sont jugées convenables et les effets sonores encore meilleurs, un journaliste estimant qu’ils contribuent fortement à « vous mettre dans l’ambiance »,. Enfin, l’interface graphique de cette version console est décrite comme « sombre, assez austère » et un peu simpliste. Concernant la jouabilité avec une manette, les critiques expliquent qu’Unreal Tournament fait mieux que son rival mais conseillent tout de même d’utiliser un clavier et une souris, viser avec une manette pouvant se révéler frustrant,. Au niveau du contenu, la presse spécialisée met de nouveau en avant le mode solo et les nombreux modes de jeux disponibles, qu’ils décrivent comme le principal point fort du jeu par rapport à Quake III, mais regrettent l'absence du mode assaut dont les cartes étaient trop grandes pour être intégrées dans cette version,. Les critiques saluent également son « excellent » mode multijoueur en expliquant notamment que, contrairement à la version PlayStation 2 du jeu, il est possible de jouer sur Internet en plus du mode en écran divisé,.

## Postérité

### Suites
Après la sortie d'Unreal Tournament, Epic Games se concentre sur le développement d'un nouveau moteur graphique baptisé UnrealEngine 2. Celui-ci est ensuite utilisé par le studio américain pour développer Unreal Tournament 2003 puis Unreal Tournament 2004, ainsi que par Legend Entertainment pour le développement de Unreal II: The Awakening. Ce dernier, publié le 3 février 2003, prend place dans l'univers d'Unreal mais ne fait pas suite au jeu original. La série Unreal a également été portée sur console avec la série Unreal Championship.
Avec son moteur Unreal Engine 3, Epic Games développe Unreal Tournament 3, édité par Midway Games et sorti en 2007.
Une nouvelle suite, intitulée Unreal Tournament et fondée sur l'Unreal Engine 4, est actuellement développée par Epic Games et par l'intermédiaire d'un crowdsourcing. Le jeu est en version alpha depuis août 2014 et est disponible gratuitement sur Microsoft Windows, OS X et Linux.

### Sport électronique
Unreal Tournament a été à l'affiche des compétitions officielles des World Cyber Games en 2001 et 2002,

### Licence
Comme id Software avec le Quake engine, Epic Games met le moteur du jeu, baptisé UnrealEngine 1, à disposition sous licence. Particulièrement populaire dans la communauté des développeurs de mods, celui-ci devient rapidement le principal concurrent du Quake Engine. En plus des titres développés par Epic Games et Digital Extreme, celui-ci a ainsi été utilisé par de nombreux studios de développement pour créer des jeux tels que Deus Ex, Rune ou encore Star Trek: Deep Space Nine: The Fallen.